# Jerry Lee Lewis-diszkográfia
Ez a diszkográfia Jerry Lee Lewis amerikai énekes diszkográfiája.

## Albumok
| Év   | Album                                                                 | Helyezés         | Helyezés             | Helyezés        |
| Év   | Album                                                                 | US Billboard 200 | US Top Country Album | CAN Album lista |
| ---- | --------------------------------------------------------------------- | ---------------- | -------------------- | --------------- |
| 1962 | Jerry Lee Lewis Vol. 2/Jerry Lee's GreatestA                          | —                | —                    | —               |
| 1964 | Live at the Star Club Hamburg                                         | —                | —                    | —               |
| 1964 | Golden Hits of Jerry Lee Lewis                                        | 40               | —                    | —               |
| 1964 | The Greatest Live Show on Earth                                       | 32               | —                    | —               |
| 1965 | The Return of Rock                                                    | 64               | —                    | —               |
| 1965 | Country Songs for City Folks/All Country                              | —                | 39                   | —               |
| 1966 | Memphis Beat                                                          | 145              | —                    | —               |
| 1967 | Soul My Way                                                           | —                | —                    | —               |
| 1968 | Another Place, Another Time                                           | 160              | 3                    | —               |
| 1969 | She Still Comes Around                                                | —                | 12                   | —               |
| 1969 | Sings the Country Music Hall of Fame Hits, Vol. 1                     | 127              | 2                    | —               |
| 1969 | Sings the Country Music Hall of Fame Hits, Vol. 2                     | 124              | 5                    | —               |
| 1969 | Together (duett Linda Gail Lewissel)                                  | —                | 8                    | —               |
| 1969 | Original Golden Hits, Vol. 1                                          | 119              | 8                    | —               |
| 1969 | Original Golden Hits, Vol. 2                                          | 122              | 6                    | —               |
| 1970 | The Golden Cream of the Country                                       | —                | 11                   | —               |
| 1970 | She Even Woke Me Up to Say Goodbye                                    | 186              | 9                    | —               |
| 1970 | A Taste Of Country                                                    | —                | 16                   | —               |
| 1970 | Best Of                                                               | 114              | 8                    | —               |
| 1970 | Live at the International, Las Vegas                                  | 149              | 5                    | —               |
| 1971 | In Loving Memories                                                    | —                | 18                   | —               |
| 1971 | There Must Be More to Love Than This                                  | 190              | 8                    | —               |
| 1971 | Touching Home                                                         | 152              | 11                   | —               |
| 1971 | Monsters                                                              | —                | 44                   | —               |
| 1971 | Would You Take Another Chance on Me                                   | 115              | 3                    | —               |
| 1972 | The Killer Rocks On                                                   | 105              | 4                    | —               |
| 1972 | Who's Gonna Play This Old Piano?                                      | —                | 3                    | —               |
| 1973 | The Session (dupla album; gold record)                                | 37               | 4                    | 12              |
| 1973 | Sometimes a Memory Ain't Enough                                       | —                | 6                    | —               |
| 1973 | Southern Roots                                                        | —                | 6                    | —               |
| 1974 | I-40 Country                                                          | —                | 25                   | —               |
| 1974 | Breathless (High Heel Sneakers + Roll Over Beethoven)                 | —                | —                    | —               |
| 1975 | Boogie Woogie Country Man                                             | —                | 16                   | —               |
| 1975 | Odd Man In                                                            | —                | 33                   | —               |
| 1976 | Country Class                                                         | —                | 18                   | —               |
| 1977 | Country Memories                                                      | —                | 21                   | —               |
| 1978 | Best of/Vol. 2                                                        | —                | 23                   | —               |
| 1978 | Jerry Lee Keeps Rockin'                                               | —                | 40                   | —               |
| 1979 | Duets                                                                 | —                | 32                   | —               |
| 1979 | Jerry Lee Lewis                                                       | 186              | 23                   | —               |
| 1980 | When Two Worlds Collide                                               | —                | 32                   | —               |
| 1980 | Killer Country                                                        | —                | 35                   | —               |
| 1981 | Best of/Vol. 3                                                        | —                | 49                   | —               |
| 1982 | The Survivors Live (közreműködik: Johnny Cash és Carl Perkins)        | —                | 21                   | —               |
| 1983 | My Fingers Do the Talkin'                                             | —                | 62                   | —               |
| 1986 | Class of '55 (közreműködik: Johnny Cash, Carl Perkins és Roy Orbison) | 87               | 15                   | —               |
| 1989 | Great Balls of Fire                                                   | —                | —                    | —               |
| 1993 | Solid Ground                                                          | —                | —                    | —               |
| 1993 | All Killer, No Filler: The Anthology                                  | —                | —                    | —               |
| 1994 | Whole Lotta Shakin' Goin' On                                          | 62               | —                    | —               |
| 1995 | Young Blood                                                           | 31               | —                    | —               |
| 2006 | Last Man StandingB (duett album)                                      | 26               | 4                    | 34              |
| 2006 | A Half-Century of Hits (box set)                                      | —                | —                    | —               |
| 2007 | Live from Austin, TX (Live DVD & CD)                                  | —                | —                    | —               |
| 2010 | Mean Old Man (duett album)                                            | 30               | —                    | 30              |
| 2012 | Sun Recordings: Greatest Hits                                         | —                | 71                   | —               |

- AJerry Lee Lewis Vol. 2/Jerry Lee's Greatest 14. helyezést ért el az Egyesült Királyság album listáján.
- BA Last Man Standing 6. lett az amerikai Radio Pop Chart-on, 9. a CIMS Pop Chart-on, 8. a Billboard Rock Chart-on és 1. helyezett lett a Billboard Independent Albums listáján.

## Filmzenék
| Év   | Album                    | Helyezés         | Helyezés             | Helyezés        |
| Év   | Album                    | US Billboard 200 | US Top Country Album | CAN Album lista |
| ---- | ------------------------ | ---------------- | -------------------- | --------------- |
| 1958 | High School Confidential | —                | —                    | —               |

## Kislemezek
| Év   | Hónap        | Cím | Kiadó         | Legmagasabb helyezés | Legmagasabb helyezés | Legmagasabb helyezés | Legmagasabb helyezés | Legmagasabb helyezés | Legmagasabb helyezés | RIAA       |
| Év   | Hónap        | Cím | Kiadó         | US Pop Chart         | US Hot Country Songs | US R&B               | CAN                  | CAN Country          | UK                   | RIAA       |
| ---- | ------------ | --- | ------------- | -------------------- | -------------------- | -------------------- | -------------------- | -------------------- | -------------------- | ---------- |
| 1956 | december     | Crazy Arms / End of the Road                                                                              | Sun Records   | —                    | —                    | —                    | —                    | —                    | —                    | —          |
| 1957 | március      | Whole Lotta Shakin’ Goin’ On / It'll Be Me                                                                | Sun Records   | 3                    | 1                    | 1                    | —                    | —                    | 8                    | aranylemez |
| 1957 | november     | Great Balls of Fire / You Win Again                                                                       | Sun Records   | 2                    | 1                    | 1                    | —                    | —                    | 1                    | aranylemez |
| 1958 | február      | Breathless / Down the Line                                                                                | Sun Records   | 7                    | 4                    | 3                    | —                    | —                    | 8                    | aranylemez |
| 1958 | április      | High School Confidential / Fools Like Me                                                                  | Sun Records   | 21                   | 9                    | 5                    | —                    | —                    | 12                   | aranylemez |
| 1958 | június       | Lewis Boogie / The Return of Jerry Lee                                                                    | Sun Records   | —                    | —                    | —                    | —                    | —                    | —                    | —          |
| 1958 | augusztus    | Break-Up / I'll Make It All Up to You                                                                     | Sun Records   | —                    | 19                   | —                    | —                    | —                    | —                    | —          |
| 1958 | november     | I'll Sail My Ship Alone / It Hurt Me So                                                                   | Sun Records   | —                    | —                    | —                    | —                    | —                    | —                    | —          |
| 1959 | február      | Lovin' Up a Storm / Big Blon' Baby                                                                        | Sun Records   | 81                   | —                    | —                    | —                    | —                    | 28                   | —          |
| 1959 | július       | Let's Talk About Us" / The Ballad of Billy Joe                                                            | Sun Records   | 76                   | —                    | —                    | —                    | —                    | —                    | —          |
| 1959 | szeptember   | Little Queenie / I Could Never Be Ashamed of You                                                          | Sun Records   | -                    | —                    | —                    | —                    | —                    | —                    | —          |
| 1960 | március      | Old Black Joe / Baby, Baby, Bye Bye                                                                       | Sun Records   | —                    | —                    | —                    | —                    | —                    | 47                   | —          |
| 1960 | augusztus    | Hang Up My Rock And Roll Shoes / John Henry                                                               | Sun Records   | —                    | —                    | —                    | —                    | —                    | —                    | —          |
| 1960 | augusztus    | In The Mood (instrumentális)/ I Get The Blues When It Rains (közreműködik: The Hawk)                      | Sun Records   | —                    | —                    | —                    | —                    | —                    | —                    | —          |
| 1960 | november     | When I Get Paid / Love Made a Fool of Me                                                                  | Sun Records   | —                    | —                    | —                    | —                    | —                    | —                    | —          |
| 1961 | március      | What'd I Say / Livin' Lovin' Wreck                                                                        | Sun Records   | 25                   | 27                   | 26                   | —                    | —                    | 10                   | —          |
| 1961 | május        | Cold Cold Heart / It Won't Happen With Me                                                                 | Sun Records   | —                    | 22                   | —                    | —                    | —                    | —                    | —          |
| 1961 | szeptember   | Save The Last Dance for Me / As Long As I Live                                                            | Sun Records   | —                    | 36                   | —                    | —                    | —                    | —                    | —          |
| 1961 | november     | Money / Bonnie B                                                                                          | Sun Records   | —                    | —                    | —                    | —                    | —                    | —                    | —          |
| 1962 | január       | I've Been Twistin' / Ramblin' Rose                                                                        | Sun Records   | —                    | —                    | —                    | —                    | —                    | —                    | —          |
| 1962 | július       | Sweet Little Sixteen / How's My Ex Treating You                                                           | Sun Records   | 95                   | —                    | —                    | —                    | —                    | 38                   | —          |
| 1962 | november     | Good Golly Miss Molly / I Can't Trust Me (In Your Arms Anymore)                                           | Sun Records   | —                    | —                    | —                    | —                    | —                    | 31                   | —          |
| 1963 | április      | Teenage Letter / Seasons Of My Heart                                                                      | Sun Records   | —                    | —                    | —                    | —                    | —                    | —                    | —          |
| 1963 | október      | Pen And Paper / Hit The Road Jack                                                                         | Smash Records | —                    | —                    | —                    | —                    | —                    | —                    | —          |
| 1964 | március      | I'm On Fire / Bread And Butter Man                                                                        | Smash Records | 98                   | —                    | —                    | —                    | —                    | —                    | —          |
| 1964 | június       | Hole He Said He'd Dig For Me / She Was My Baby (He Was My Friend)                                         | Smash Records | —                    | —                    | —                    | —                    | —                    | —                    | —          |
| 1964 | október      | High Heel Sneakers (élő) / You Went Back On Your Word''                                                   | Smash Records | —                    | —                    | —                    | —                    | —                    | —                    | —          |
| 1965 | január       | Whole Lotta Shakin' Goin' On / Breathless                                                                 | Smash Records | —                    | —                    | —                    | —                    | —                    | —                    | —          |
| 1965 | január       | Great Balls of Fire / High School Confidental                                                             | Smash Records | —                    | —                    | —                    | —                    | —                    | —                    | —          |
| 1965 | január       | I Believe In You / Baby Hold Me Close                                                                     | Smash Records | —                    | —                    | —                    | —                    | —                    | —                    | —          |
| 1965 | március      | Carry Me Back To Old Virginia / I Know What It Means                                                      | Sun Records   | —                    | —                    | —                    | —                    | —                    | —                    | —          |
| 1965 | június       | Rockin' Pneumonia And Boogie Woogie Flu / This Must Be The Place                                          | Smash Records | —                    | —                    | —                    | —                    | —                    | —                    | —          |
| 1965 | szeptember   | Green Green Grass of Home / Baby You've Got What It Takes                                                 | Smash Records | —                    | —                    | —                    | —                    | —                    | —                    | —          |
| 1966 | március      | Sticks and Stones / What a Heck of a Mess                                                                 | Smash Records | —                    | —                    | —                    | —                    | —                    | —                    | —          |
| 1966 | augusztus    | Memphis Beat / If I Head It All to Do Over                                                                | Smash Records | —                    | —                    | —                    | —                    | —                    | —                    | —          |
| 1967 | június       | It's a Hang Up Baby / Holdin' On                                                                          | Smash Records | —                    | —                    | —                    | —                    | —                    | —                    | —          |
| 1967 | szeptember   | Turn On Your Love Light / Shotgun Man                                                                     | Smash Records | —                    | —                    | —                    | —                    | —                    | —                    | —          |
| 1968 | február      | Another Place, Another Time / Walking the Floor Over You                                                  | Smash Records | 97                   | 4                    | —                    | 73                   | —                    | —                    | —          |
| 1968 | május        | What's Made Milwaukee Famous (Has Made a Loser Out of Me) / All the Good is Gone                          | Smash Records | 94                   | 2                    | —                    | —                    | 1                    | —                    | —          |
| 1968 | szeptember   | She Still Comes Around (To Love What's Left of Me) / Slipping Around                                      | Smash Records | —                    | 2                    | —                    | —                    | 2                    | —                    | —          |
| 1968 | november     | To Make Love Sweeter For You / Let's Talk About Us                                                        | Smash Records | —                    | 1                    | —                    | —                    | 4                    | —                    | —          |
| 1969 | április      | Don't Let Me Cross Over / We Live In Two Different Worlds (közreműködik: Linda Gail Lewis)                | Smash Records | —                    | 9                    | —                    | —                    | —                    | —                    | —          |
| 1969 | április      | One Has My Name (The Other Has My Heart) / I Can't Stop Lovin' You                                        | Smash Records | —                    | 3                    | —                    | —                    | 1                    | —                    | —          |
| 1969 | szeptember   | She Even Woke Me Up to Say Goodbye / Echoes                                                               | Smash Records | —                    | 2                    | —                    | —                    | 1                    | —                    | —          |
| 1969 | november     | Roll Over Beethoven / Secret Places (közreműködik: Linda Gail Lewis)                                      | Smash Records | —                    | 2                    | —                    | —                    | 1                    | —                    | —          |
| 1970 | február      | Once More With Feeling / You Went Out of Your Way (To Walk On Me)                                         | Smash Records | —                    | —                    | —                    | —                    | —                    | —                    | —          |
| 1970 | július       | There Must Be More to Love Than This / Home Away From Home                                                | Mercury       | —                    | 1                    | —                    | —                    | 1                    | —                    | —          |
| 1970 | november     | In Loving Memories / I Can't Have a Merry Christmas                                                       | Mercury       | —                    | 48                   | —                    | —                    | —                    | —                    | —          |
| 1970 | (újrakiadás) | What's Made Milwaukee Famous / Another Place Another Time                                                 | Mercury       | —                    | —                    | —                    | —                    | —                    | —                    | —          |
| 1970 | (újrakiadás) | Roll Over Beethoven / Don't Let Me Cross Over                                                             | Mercury       | —                    | —                    | —                    | —                    | —                    | —                    | —          |
| 1970 | (újrakiadás) | She Even Woke Me Up to Say Goodbye / One Has My Name (The Other Has My Heart)'' / Don't Let Me Cross Over | Mercury       | —                    | —                    | —                    | —                    | —                    | —                    | —          |
| 1971 | február      | Touching Home / Woman Woman (Get Out of Our Way)                                                          | Mercury       | 110                  | 3                    | —                    | —                    | 4                    | —                    | —          |
| 1971 | június       | When He Walks On You / Foolish Kind of Man                                                                | Mercury       | —                    | 11                   | —                    | —                    | 1                    | —                    | —          |
| 1971 | október      | Me and Bobby McGee / Would You Take Another Chance On Me                                                  | Mercury       | 40                   | flip                 | —                    | 50                   | —                    | —                    | aranylemez |
| 1972 | február      | Think About It Darlin' / Chantilly Lace                                                                   | Mercury       | 43                   | 1                    | —                    | 59                   | 1                    | 33                   | aranylemez |
| 1972 | (újrakiadás) | Would You Take Another Chance On Me / Touching Home                                                       | Mercury       | —                    | 1                    | —                    | —                    | 2                    | —                    | —          |
| 1972 | (újrakiadás) | There Must Be More To Love Than This / When He Walks On You                                               | Mercury       | —                    | —                    | —                    | —                    | —                    | —                    | —          |
| 1972 | május        | Lonely Weekends / Turn On Your Love Light                                                                 | Mercury       | —                    | 11                   | —                    | —                    | 13                   | —                    | —          |
| 1972 | július       | Me And Jesus / Handwriting On The Wall (közreműködik: Linda Gail Lewis)                                   | Mercury       | —                    | —                    | —                    | —                    | —                    | —                    | —          |
| 1972 | szeptember   | Who's Gonna Play This Old Piano / No Honky Tonks In Heaven                                                | Mercury       | —                    | 14                   | —                    | —                    | 6                    | —                    | —          |
| 1973 | január       | No More Hanging On / Mercy of a Letter                                                                    | Mercury       | —                    | 19                   | —                    | —                    | 3                    | —                    | —          |
| 1973 | (újrakiadás) | Chantilly Lace / Who's Gonna Play This Old Piano                                                          | Mercury       | 43                   | 1                    | —                    | 59                   | 1                    | 33                   | —          |
| 1973 | március      | Drinkin' Wine Spo-Dee-O-Dee / Rock and Roll Medley                                                        | Mercury       | 41                   | 20                   | —                    | 33                   | 12                   | —                    | aranylemez |
| 1973 | június       | No Headstone on My Grave / Jack Daniels (Old Number Seven)                                                | Mercury       | 104                  | 60                   | —                    | —                    | 86                   | —                    | —          |
| 1973 | szeptember   | Sometimes a Memory Ain't Enough / I Think I Need to Pray'                                                 | Mercury       | —                    | 6                    | —                    | —                    | 6                    | —                    | —          |
| 1973 | december     | I'm Left You're Right She's Gone / I've Fallen to the Bottom                                              | Mercury       | —                    | 21                   | —                    | —                    | 23                   | —                    | —          |
| 1974 | február      | Just a Little Bit / Meat Man                                                                              | Mercury       | —                    | —                    | —                    | —                    | —                    | —                    | —          |
| 1974 | május        | Tell Tale Signs / Cold Cold Morning Light                                                                 | Mercury       | —                    | 18                   | —                    | —                    | 8                    | —                    | —          |
| 1974 | szeptember   | He Can't Fill My Shoes / Tomorrow's Takin' My Baby Away                                                   | Mercury       | —                    | 8                    | —                    | —                    | 4                    | —                    | —          |
| 1975 | január       | I Can Still Hear The Music in the Restroom / Remember Me (I'm The One Who Loves You)                      | Mercury       | —                    | 13                   | —                    | —                    | 20                   | —                    | —          |
| 1975 | május        | Boogie Woogie Country Man / I'm Still Jealous of You                                                      | Mercury       | —                    | 24                   | —                    | —                    | —                    | —                    | —          |
| 1975 | október      | A Damn Good Country Song / When I Take My Vacation In Heaven                                              | Mercury       | —                    | 68                   | —                    | —                    | 42                   | —                    | —          |
| 1976 | január       | Don't Boogie Woogie / That Kind of Fool                                                                   | Mercury       | —                    | 58                   | —                    | —                    | —                    | —                    | —          |
| 1976 | június       | Let's Put It Back Together Again / Jerry Lee's Rock and Roll Revival Show                                 | Mercury       | —                    | 6                    | —                    | —                    | 14                   | —                    | —          |
| 1976 | november     | The Closest Thing to You / You Belong to Me                                                               | Mercury       | —                    | 27                   | —                    | —                    | 23                   | —                    | —          |
| 1977 | október      | Middle Age Crazy / Georgia On My Mind                                                                     | Mercury       | —                    | 4                    | —                    | —                    | 3                    | —                    | —          |
| 1978 | február      | Come on In / Who's Sorry Now                                                                              | Mercury       | —                    | 10                   | —                    | —                    | 44                   | —                    | —          |
| 1978 | május        | I'll Find It Where I Can / Don't Let The Stars Get In Your Eyes                                           | Mercury       | —                    | 10                   | —                    | —                    | —                    | —                    | —          |
| 1978 | (újrakiadás) | Middle Age Crazy / I'll Find It Where I Can                                                               | Mercury       | —                    | —                    | —                    | —                    | —                    | —                    | —          |
| 1979 | március      | Rockin' My Life Away / I Wish I Was Eighteen Again                                                        | Elektra       | 101                  | 18                   | —                    | —                    | 34                   | —                    | —          |
| 1979 | július       | Who Will The Next Fool Be / Rita May                                                                      | Elektra       | —                    | 20                   | —                    | —                    | 24                   | —                    | —          |
| 1980 | január       | When Two Worlds Collide / Good News Travels Fast                                                          | Elektra       | —                    | 11                   | —                    | —                    | 15                   | —                    | —          |
| 1980 | május        | Honky Tonk Stuff / Rockin' Jerry Lee                                                                      | Elektra       | —                    | 28                   | —                    | —                    | 48                   | —                    | —          |
| 1980 | augusztus    | Over The Rainbow / Folsom Prison Blues                                                                    | Elektra       | —                    | 10                   | —                    | —                    | 18                   | —                    | —          |
| 1981 | január       | Thirty Nine and Holding / Change Places With Me                                                           | Elektra       | —                    | 4                    | —                    | —                    | 6                    | —                    | —          |
| 1982 | március      | I'm So Lonesome I Could Cry (remix) / Pick Me Up On Your Way Down (remix)                                 | Mercury       | —                    | 43                   | —                    | —                    | —                    | —                    | —          |
| 1982 | szeptember   | I'd Do It Again / Who Will Buy The Wine                                                                   | Elektra       | —                    | 52                   | —                    | —                    | —                    | —                    | —          |
| 1982 | november     | My Fingers Do The Talkin' / She Sure Makes Leaving Look Easy                                              | MCA           | —                    | 44                   | —                    | —                    | 41                   | —                    | —          |
| 1983 | február      | Come As You Were / Circumstantial Evidence                                                                | MCA           | —                    | 66                   | —                    | —                    | —                    | —                    | —          |
| 1983 | június       | Why You Been Gone So Long / She Sings Amazing Grace                                                       | MCA           | —                    | 69                   | —                    | —                    | —                    | —                    | —          |
| 1984 | április      | I Am What I Am / That Was The Way It Was Then                                                             | MCA           | —                    | —                    | —                    | —                    | —                    | —                    | —          |
| 1986 |              | Get Out Your Big Roll Daddy / Honky Tonkin' Rock'n Rollin' Piano Man                                      | SCR           | —                    | —                    | —                    | —                    | —                    | —                    | —          |
| 1986 | július       | Sixteen Candles / Rock And Roll Fais Do Do                                                                | Smash         | —                    | 61                   | —                    | —                    | —                    | —                    | —          |
| 1989 |              | Great Balls Of Fire / Breathless                                                                          | Smash         | —                    | —                    | —                    | —                    | —                    | —                    | —          |
| 1990 | április      | It Was The Whiskey Talking(1. verzió) / It Was The Whiskey Talking (2. verzió)                            | Sire          | —                    | —                    | —                    | —                    | —                    | —                    | —          |
| 1995 |              | Goosebumps / Crown Victoria Custom                                                                        | Sire          | —                    | —                    | —                    | —                    | —                    | —                    | —          |
| 2009 |              | Mean Old Man /                                                                                            |               | —                    | —                    | —                    | —                    | —                    | —                    | —          |

- A"Lovin' Up a Storm" peaked at #8 on the UK Jukebox chart.

## EP-k
| Év   | Album címe | Dallista                                                                              | Legmagasabb helyezés | Legmagasabb helyezés | Legmagasabb helyezés | Legmagasabb helyezés | Legmagasabb helyezés | Legmagasabb helyezés | Legmagasabb helyezés | Minősítés |
| Év   | Album címe | Dallista                                                                              | US                   | US Country           | US R&B               | CAN                  | CAN Country          | UK                   |                      | Minősítés |
| ---- | --- | ------------------------------------------------------------------------------------- | -------------------- | -------------------- | -------------------- | -------------------- | -------------------- | -------------------- | -------------------- | --------- |
| 1957 | The Great Ball of Fire (mono) - Megjelent: 1957 - Kiadó: Sun Records EPA-107 - Sorszám: EP-24, EP-25, EP-26, EP-27 - Formátum: | Mean Woman Blues I'm Feelin' Sorry Whole Lotta Shakin’ Goin’ On Turn Around           | —                    | —                    | —                    | —                    | —                    | —                    | —                    |           |
| 1958 | Don't Be Cruel - Megjelent: 1958 - Kiadó: Sun Records EPA-108 - Sorszám: EP-28, EP-29 - Formátum:                              | Don't Be Cruel Goodnight Irene Put Me Down It All Depends                             | —                    | —                    | —                    | —                    | —                    | —                    | —                    |           |
| 1958 | Ubangi Stomp - Megjelent: 1958 - Kiadó: Sun Records EPA-109 - Sorszám: EP-30, EP-31 - Formátum:                                | Ubangi Stomp Crazy Arms Jambalaya Fools Like Me                                       | —                    | —                    | —                    | —                    | —                    | —                    | —                    |           |
| 1959 | Jerry Lee Lewis (mono) - Megjelent: 1959 - Kiadó: Sun Records EPA-110 - Sorszám: EP-32, EP-33 - Formátum:                      | High School Confidental When the Saints Go Marching In Matchbox It'll Be Me Me        | —                    | —                    | —                    | —                    | —                    | —                    | —                    |           |
| 1981 | Great Balls of Fire (mono) - Megjelent: 1981 - Kiadó: Tonpress (Lengyelország) N-46 - Sorszám: - Formátum: EP                  | Great Balls of Fire Whole Lotta Shakin’ Goin’ On High School Confidential Breathless  | —                    | —                    | —                    | —                    | —                    | —                    | —                    |           |
| 2009 | Mean Old Man - Megjelent: 2009. november 9. - Kiadó: Artists First - Sorszám: - Formátum: EP                                   | Swinging Doors Rockin' My Life Away You Are My Sunshine You Can Have Her Mean Old Man | —                    | —                    | —                    | —                    | —                    | —                    | —                    |           |